# Endless Pain
Endless Pain è il primo album in studio del gruppo musicale thrash metal tedesco Kreator, pubblicato nel 1985 dalla Noise Records.

## Edizioni
Nel 1988 venne stampato in una tiratura di 5000 copie in vinile rosso. Le prime copie in vinile erano completamente nere.
La ristampa in CD del 1989 include l'intero EP Flag of Hate dell'anno successivo. Infatti, la traccia Flag of Hate venne sostituita con la versione proveniente dall'EP.
Nel 2000 l'album viene ristampato ancora, questa volta con diverse bonus track. Originarie del secondo demo della band: End Of The World, registrato quando il gruppo era ancora conosciuto con il nome Tormentor.

## Tracce
1. Endless Pain – 3:30
2. Total Death – 3:26
3. Storm of the Beast – 4:59
4. Tormentor – 2:53
5. Son of Evil – 4:14
6. Flag of Hate – 4:40
7. Cry War – 3:43
8. Bone Breaker – 2:56
9. Living in Fear – 3:11
10. Dying Victims – 4:48
11. Armies of Hell (Demo Version, Bonus Track) – 5:16
12. Tormentor (Demo Version, Bonus Track) – 2:54
13. Cry War (Demo Version, Bonus Track) – 4:19
14. Bone Breaker (Demo Version, Bonus Track) – 4:02

Durata totale: 54:51

## Formazione
- Mille Petrozza - chitarra, voce sulle tracce: 2. Total Death, 4. Tormentor, 6. Flag of Hate, 8. Bonebreaker e 10. Dying Victims
- Roberto "Rob" Fioretti - basso
- Jürgen "Ventor" Reil - batteria, voce sulle tracce: 1. Endless Pain, 3. Storm of the Beast, 5. Son of Evil, 7. Cry War e 9. Living in Fear